# Млечки
Млечки (біл. вёска Млечкі) — село в складі Вілейського району Мінської області, Білорусь. Село підпорядковане Довгинівській сільській раді, розташоване в північній частині області.

## Історія
У 1921–1945 роках застінок знаходилось у Польщі, у Вільнюській воєводстві, Вілейського повіту, гміні Довгиново.

## Населення
- 1866 рік - 73 люди, 7 будинки
- 1921 рік - 95 люди, 21 будинки[1].
- 1931 рік - 103 люди, 23 будинки[2].